# Skok (film 1985)
Skok (ang. Hold-Up) – komedia kryminalna z udziałem Jean-Paul Belmondo. Perypetie kryminalne współwięźniów, którzy opracowują plan napadu na bank. Postanawiają po wyjściu na wolność obrabować bank przebrani za klaunów.